# Hubert Genz
Hubert Genz (* 3. September 1949) ist ein ehemaliger deutscher Fußballspieler und Trainer.

## Spielerlaufbahn
Von Germania Dörnigheim wechselte er in der Jugend zu Kickers Offenbach. Der Stürmer nahm 1968 unter Trainer Udo Lattek mit der deutschen U-18-Auswahl am UEFA-Juniorenturnier in Frankreich teil. Im zweiten Gruppenspiel brach er sich in einem Zweikampf mit Ivan Buljan einen Schienbeinbruch zu und verbrachte ein dreiviertel Jahr im Krankenhaus. Da er bereits zuvor bei Offenbach einen Vertrag für die erste Mannschaft unterschrieben hatte, gehörte er in der Saison 1968/69 nominell zum Erstligakader beim zuvor aufgestiegenen Bundesligisten Kickers Offenbach, konnte nach seiner Genesung aber nur an Partien der Offenbacher Amateurmannschaft mitwirken. Nach dem Wechsel zum FSV Frankfurt, mit dem er 1972 die Deutsche Amateurmeisterschaft gewann, spielte er zwei Jahre für den SSV Jahn Regensburg in der Regionalliga Süd. Von 1975 bis 1977 gehörte er dann wieder der Mannschaft des in der Zweiten Bundesliga Süd spielenden FSV Frankfurt an. In der Saison 1978/79 stand er in Reihen des FC Hanau 93. Für Genz sind 83 Einsätze in der 2. Bundesliga verzeichnet, bei denen er insgesamt zehn Treffer erzielte.

## Trainerkarriere
Als Spielertrainer war Genz Anfang der 80er bis Mitte der 80er bei der SpVgg Dietesheim in der Oberliga Hessen tätig, im Aufstiegsspiel in die Hessenliga 1980 gegen den VfB Großauheim wechselte er sich zehn Minuten vor Spielende bei 0:1-Rückstand selbst ein und erzielte beide Treffer beim 2:1-Erfolg.
Als Trainer war Genz unter anderem mindestens 1989 beim FSV Frankfurt und vom 1. Juli 1997 bis zum 12. September 2001 beim hessischen Klub 1. FC Eschborn tätig. Auch trainierte er mindestens im Jahr 2010 den VfR Kesselstadt. Überdies war er Trainer des KSV Klein-Karben.